# Salinas da Margarida
Salinas da Margarida este un oraș în statul Bahia (BA) din Brazilia.